# Homberg (Ohm)
Homberg (Ohm) är en stad i Vogelsbergkreis i Regierungsbezirk Gießen i förbundslandet Hessen i Tyskland. 
De tidigare kommunerna Appenrod, Bleidenrod, Büßfeld, Dannenrod, Erbenhausen, Gontershausen, Haarhausen, Höingen, Maulbach, Ober-Ofleiden och Schadenbach uppgick i Homberg (Ohm) 1 oktober 1971 och Deckenbach och Nieder-Ofleiden 31 december 1971. Namnet ändrades från enbart Homberg till Homberg (Ohm) 1973.